# Arc-sur-Tille
Arc-sur-Tille település Franciaországban, Côte-d’Or megyében. Lakosainak száma 2590 fő (2022. január 1.). Arc-sur-Tille Arceau, Remilly-sur-Tille, Bressey-sur-Tille, Belleneuve, Binges, Couternon és Orgeux községekkel határos.

## Népesség
A település népességének változása:
| Lakosok száma | 842  | 1913 | 1950 | 2458 | 2528 | 2617 | 2670 | 2629 | 2608 | 2590 |
|               | 1968 | 1982 | 1990 | 2006 | 2013 | 2015 | 2017 | 2019 | 2020 | 2022 |